# Zakládající akt NATO–Rusko
Zakládající akt o vzájemných vztazích, spolupráci a bezpečnosti mezi NATO a Ruskou federací je dokument podepsaný v Paříži dne 27. května 1997 mezi Severoatlantickou aliancí a Ruskem.

## Historie
Po skončení studené války se Rusko a NATO začaly sbližovat, aby překonaly nedůvěru a hrozby konfliktu. Když se Rusko v roce 1994 stalo členem programu Partnerství pro mír, začala se v roce 1997 připravovat, podepisovat a ratifikovat dohoda o vztahu, jejímž cílem bylo vyvažování zájmů mezi stranami a odzbrojení na obou stranách, i když bez opuštění politiky zadržování.

## Obsah dokumentu

### Preambule
Preambule smlouvy uvádí, že Rusko a NATO se navzájem nepovažují za protivníky. Obě strany budou společně budovat trvalý a komplexní mír v euroatlantickém prostoru na principech demokracie a kooperativní bezpečnosti. Sdílejí cíl překonat pozůstatky dřívější konfrontace a konkurence a posílit vzájemnou důvěru a spolupráci. Tento akt znovu potvrzuje odhodlání NATO a Ruska dát konkrétní obsah svému společnému závazku vybudovat stabilní, mírovou a nerozdělenou Evropu, celistvou a svobodnou, ku prospěchu všech jejích národů.

### První odstavec
První odstavec zákona „Principy“ deklaruje základy vztahů Rusko-NATO a obecné základní principy vztahů a jednání Ruské federace a NATO v Evropě.
- společně posílí roli OBSE v evropské bezpečnosti;
- zdrží se hrozby nebo použití síly proti sobě navzájem i proti jakémukoli jinému státu, jeho suverenitě, územní celistvosti nebo politické nezávislosti jakýmkoli způsobem, který by nebyl v souladu s Chartou Organizace spojených národů a s deklarací principů řídících vztahy mezi zúčastněnými státy obsaženými v Helsinském závěrečném aktu;
- respektování suverenity, nezávislosti a územní celistvosti všech států a jejich přirozeného práva vybrat si prostředky k zajištění vlastní bezpečnosti, nedotknutelnosti hranic a práva lidí na sebeurčení, jak je zakotveno v Helsinském závěrečném aktu a dalších dokumentech OBSE;

### Druhý odstavec
Druhý odstavec definuje mechanismus vzájemných konzultací a spolupráce a vytvoření Rady Rusko-NATO jako konzultačního orgánu, jakož i základní principy těchto konzultací. Ústředním cílem této Stálé Rady Rusko-NATO bude vybudovat rostoucí úroveň důvěry, jednoty účelu a zvyků konzultací a spolupráce mezi NATO a Ruskem, aby se posílila vzájemná bezpečnost a bezpečnost všech národů v euroatlantickém prostoru a přitom se nesnižovala bezpečnost nikoho. 
Ustanovení tohoto aktu neposkytují NATO nebo Rusku žádným způsobem právo veta vůči akcím druhé strany, ani neporušují ani neomezují práva NATO nebo Ruska na nezávislé rozhodování a jednání. Nelze je použít jako prostředek ke znevýhodnění zájmů jiných států. 

### Třetí odstavec
Třetí odstavec uvádí oblasti vzájemné spolupráce mezi Ruskem a NATO:
- že Rusko se účastní Euroatlantické rady partnerství a programu Partnerství pro mír;
- že si vyměňují informace o vojenských doktrínách, rozpočtech a vojenských strategiích;
- že se účastní společných operací v rámci odpovědnosti OBSE nebo pod vedením Rady bezpečnosti OSN;
- že spolupracují v oblasti nešíření jaderných, chemických a biologických zbraní a jejich nosičů;
- že je možná spolupráce v oblasti taktické protiraketové obrany;
- že spolupracují v oblasti bezpečnosti letového provozu;
- že sledují možné spolupráce v oblasti vyzbrojování prostřednictvím přidružení Ruska ke Konferenci národních ředitelů pro vyzbrojování NATO;
- že Rusko a NATO společně bojují proti obchodu s drogami;
- že Rusko a NATO provádějí společná cvičení v oblasti likvidace následků člověkem způsobených katastrof a mimořádných událostí.

### Čtvrtý odstavec
Čtvrtý odstavec se zabývá politicko-vojenskými záležitostmi. Uvádí, že :
- NATO nebude rozmisťovat jaderné zbraně na území nových členů a nebude zde budovat úložiště jaderných zbraní;
- že Rusko a NATO budou pracovat na úpravě Dohody o konvenčních zbraních v Evropě a zbrojních limitech od Atlantiku po Ural, revidované každých 5 let od roku 2001.